# Tátika-vár
A Tátika-vár Zalaszántó közelében, a Keszthelyi-fennsík egyik bazaltcsúcsán található középkori várrom. Feltehetően Magyarország egyik legkorábban épült magánvára. 1997 óta része a Balaton-felvidéki Nemzeti Parknak.

## Nevének eredete
Nevét Tádenka vagy Tadeuka nevű birtokosáról kaphatta, aki a Kaplony nembeli Jánostól vette meg Szántó falu birtokát, és már a tatárjárás ideje előtt megépíttette várát, mely azonban nem azonos a ma ismert rommal. Így lehet Tátika a Balaton-vidék legrégebbi várainak egyike.

## Fekvése
A Balatontól északnyugati irányban, Zalaszántó közelében emelkedő Keszthelyi-fennsík 413 méter magas bazalthegyén található. A település határából túraútvonalon közelíthető meg.

## A vár rövid története
1248-ban Árpád-házi IV. Béla király parancsára elkobozták a Tátika nemzetségtől a Várhegy egyik kiugró meredélyén emelt korábbi keletkezésű Alsó-Tátika várát, mivel Tádé, a nemzetség egyik tagja, erőszakkal feldúlta Erek falut, ahol a Kaplony nembéli Zlaudus veszprémi püspök kúriája állott. A királyi döntés értelmében Alsó-Tátika várát a kárt szenvedett veszprémi püspök kapta meg. Zlaudus egyházfő azonban nem tartotta eléggé biztonságosnak, így a Várhegy csúcsán egy új kővárat emeltetett és 1262-ben ebben az új rezidenciájában hunyta le örökre szemét. Kapzsi rokonsága azonnal rátelepedett a várbirtokra, amit csak később kapott vissza az egyházmegye.

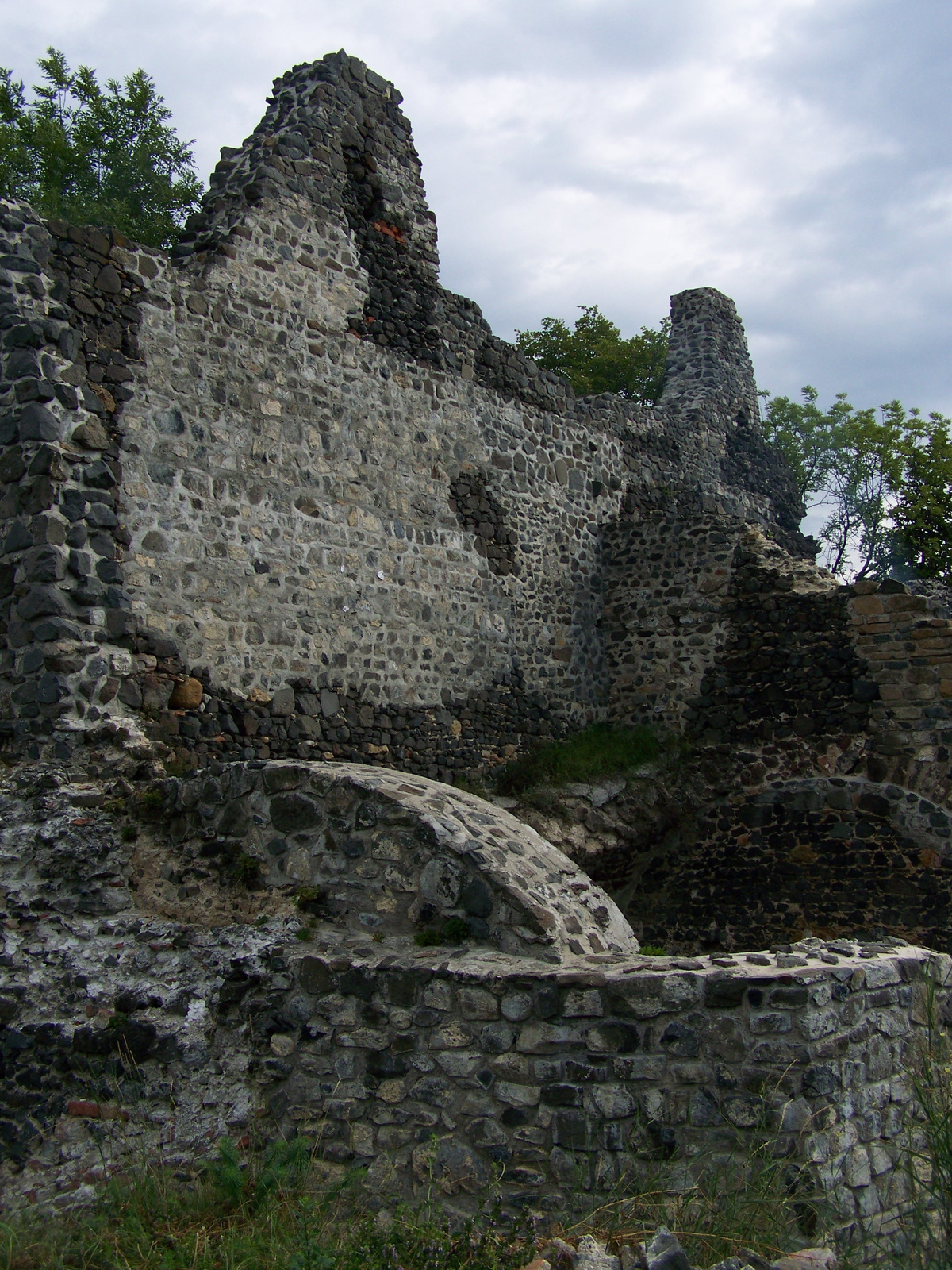
A romok közelebbről

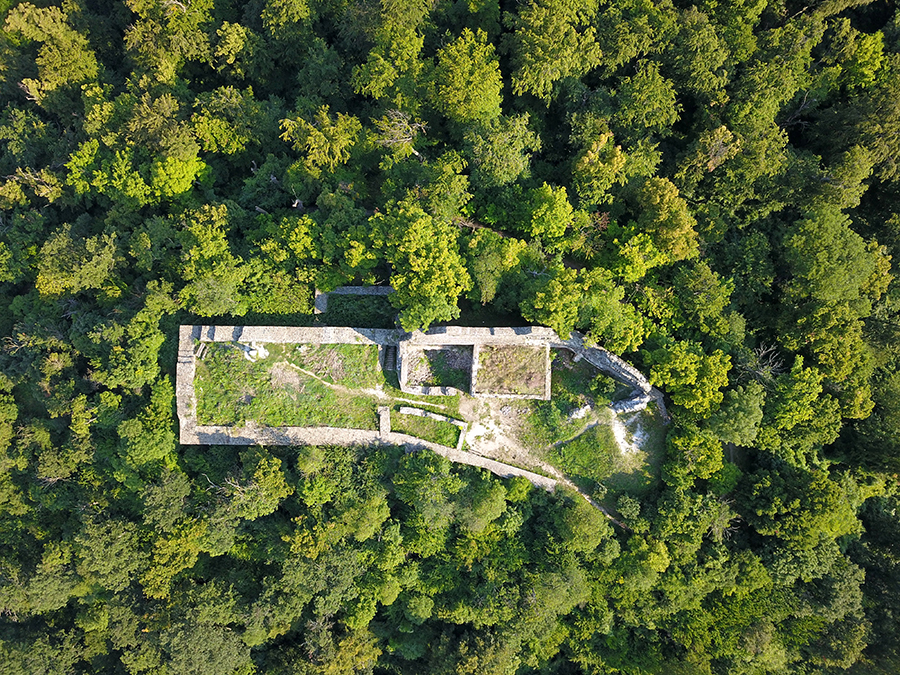
Tátika-vár a magasból

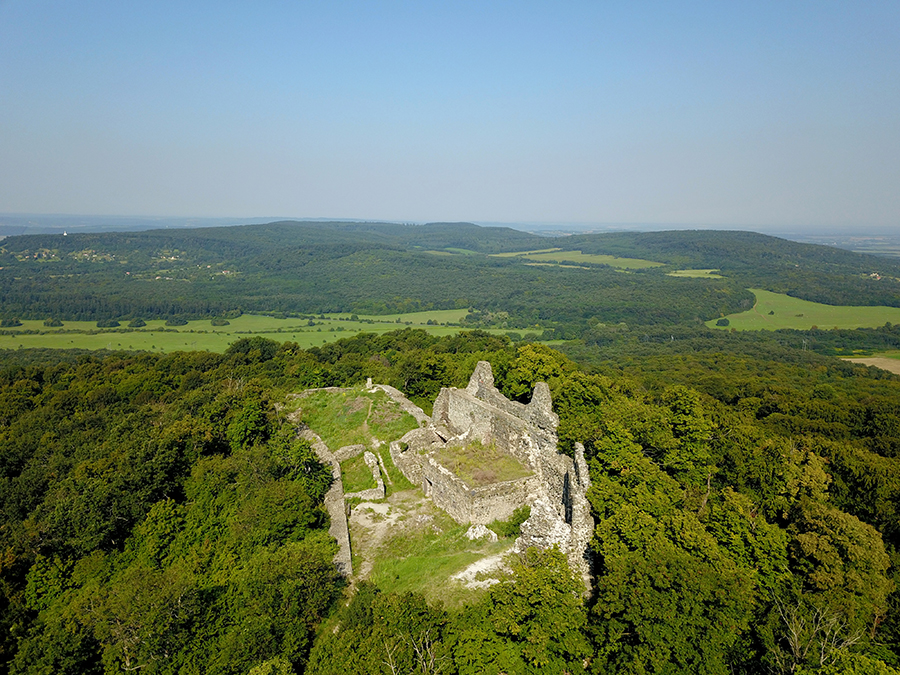
Tátika-vár légi fotón

A 14. század első éveiben a Kőszegi nemzetség megszállta, de Károly Róbert, az 1321-es hadjáratában visszaszerezte tőlük. Ezután királyi kezelésben állt a következő évtizedekben, de 1341-ben, már a veszprémi püspöktől szerzi meg Kál vidéki (boradó szolgáló és udvarnoki) birtokokért cserébe, pereskedésbe taszítva a két terület lakóit, gazdálkodóit. Nagy Lajos uralkodása alatt került adományként a legbensőbb udvari körhöz tartozó Lackfi főnemesi család tulajdonába. Zsigmond király hívei, az ellene való szervezkedéseik miatt, legyilkolták a család vezető két tagját. Az elkobzott birtokaik közül Tátikát különböző zálogbirtokosok után Habsburg Albert kegyéből a Gersei Pethő nemesi család szerezte meg. Korai tulajdonosa, a veszprémi püspökség azonban nem nyugodott bele, több alkalommal is fegyveres embereivel megszállta, így 1494-ben majd 1538-ban. Ez utóbbi esetben a korabeli leírások szerint Kecsethy Márton püspök kezére kerültek a - török veszély miatt ide menekített - környékbeli nemesi családok és pálos kolostorok értéktárgyai, melyeknek pénzbeli értéke állítólag meghaladta a százezer aranyforintot.
A XVI. század közepére már Tátika jelentéktelen, magánkézben lévő várnak számított. Turco itáliai hadmérnök fennmaradt rajzai szerint a vár bejáratát kaputorony alkotta, ami a hosszúkás várudvart szegélyező vaskos öregtoronyhoz és emeletes palotaszárnyhoz vezetett. Védművei leromlott állapotban voltak, őrsége sem képviselt komolyabb katonai erőt.
A vég 1589-ben érte el, amikor egy nagyobb portyázó török csapat lerohanta és elfoglalta, majd kifosztása után felgyújtotta épületeit. Az elszegényedő Gersei Pethő família többé nem építtette újjá. 1713-ban császári csapatok hadgyakorlat címén felgyújtották az elhagyott várat. 1741-ben a birtokot szerző Festeticsek már csak egy romvárat mondhattak magukénak.
1980-ban archeológusok azonosították az alsó, korai vár helyét a hegy északnyugatra néző, függőleges sziklafallal határolt peremén. Ez is a Tátika-hegyen, az ún. Tátikahidegkút-puszta felett található, a tatárjárás után épült felső vár (a közismert rom) alatt van.
Több évszázados pusztulása után, a 2000-es években végre régészeti feltárásokat és helyreállításokat végeznek falai között, hogy az ide látogató turisták ne csak a csodálatos panorámában tudjanak gyönyörködni, hanem a középkori várrom megóvott részeiben is.

## Tátika-külső vár
A külső várat akkor építették, amikor magát a Tátika-várat. Amikor felépítették az egész erődöt, még nem kellett támadásra számítani. 1589-ben a törökök betörtek a várba és lerombolták az erődöt. Ma már semmi sem maradt a külső várból. A külső vár aljából ered a Lapos-tó.

## Képgaléria

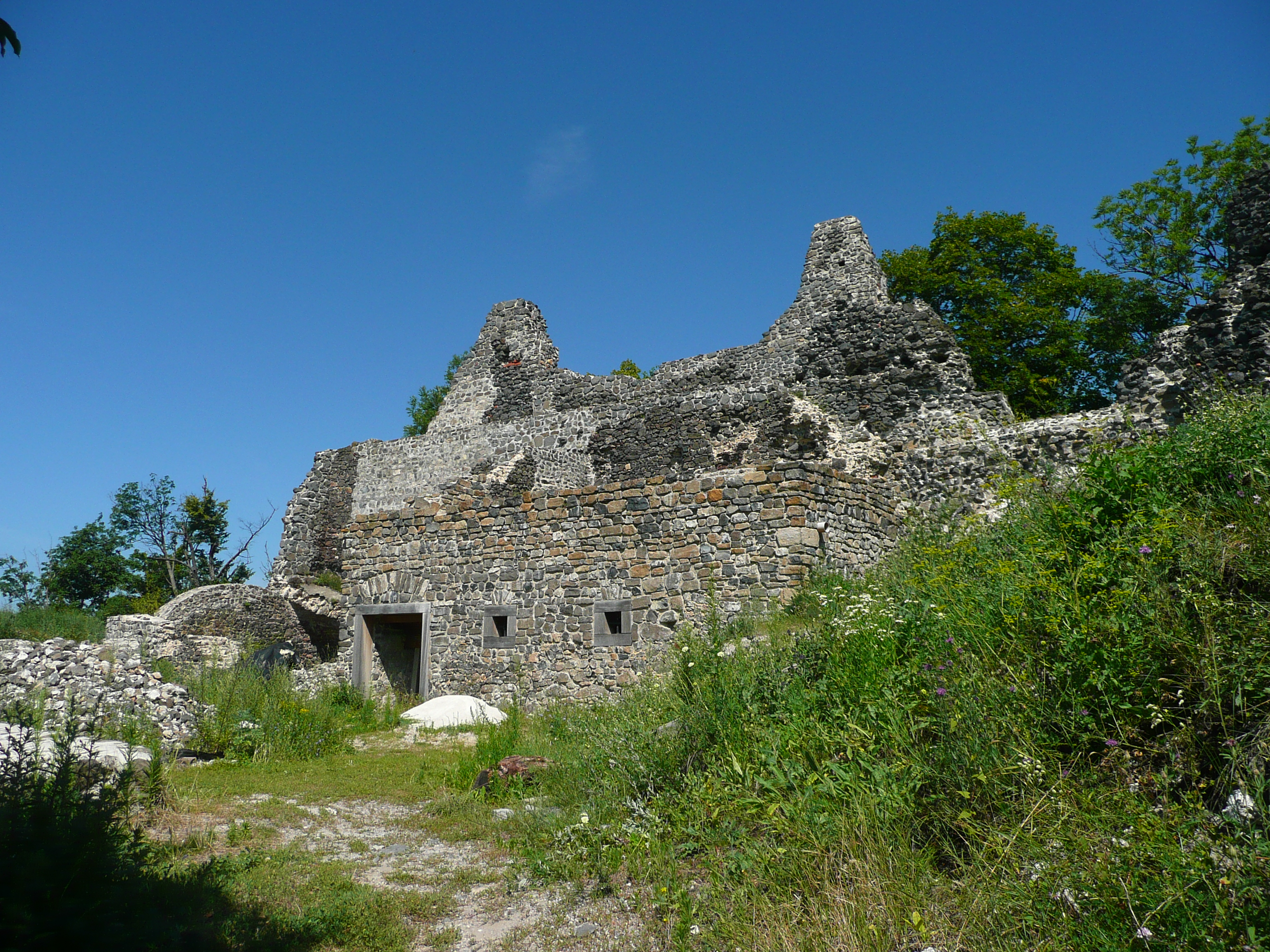
Tátika-vár
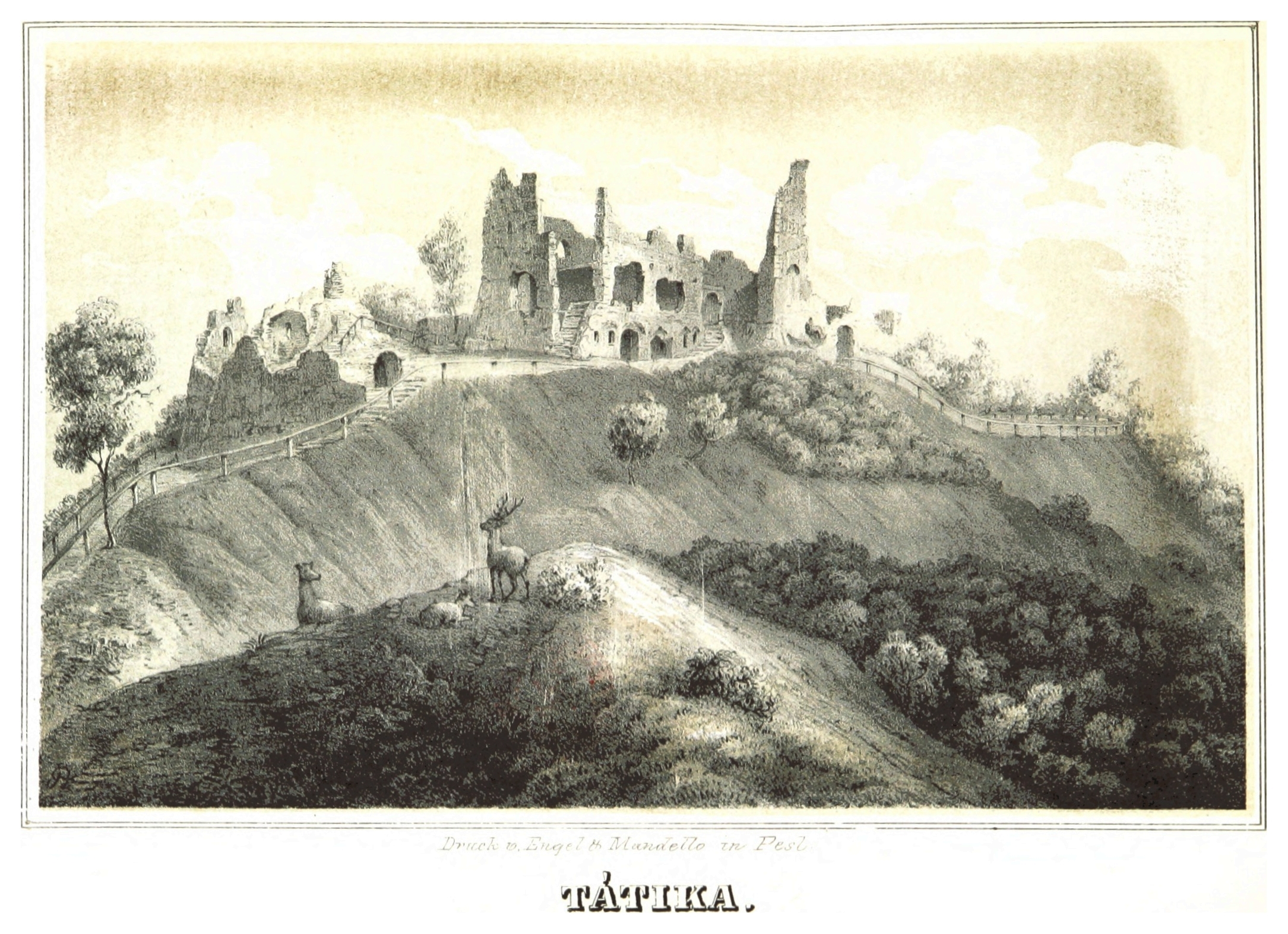
Tátika romjai 1851-ben
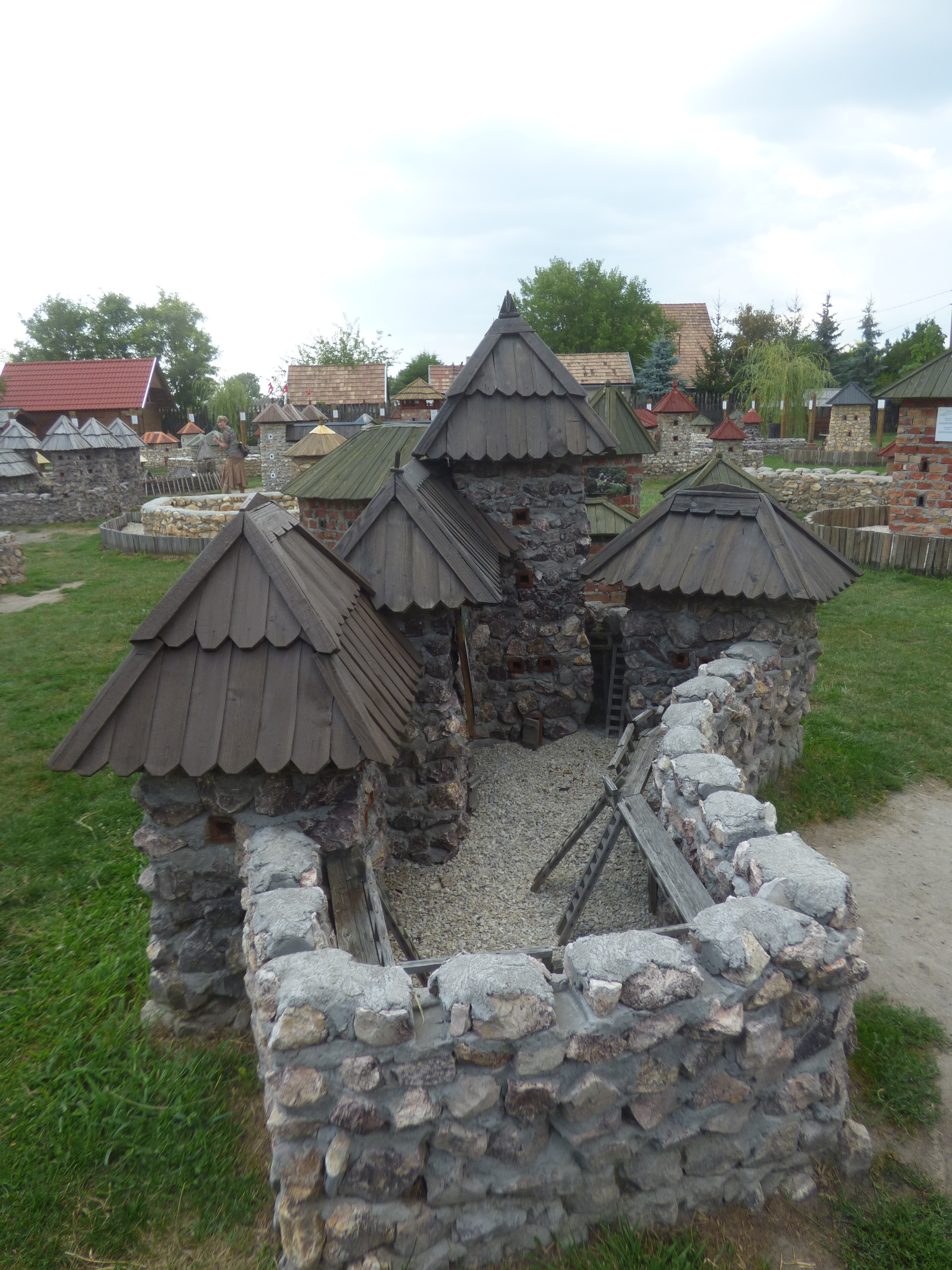
Tátikavár makettje a dinnyési Várparkban
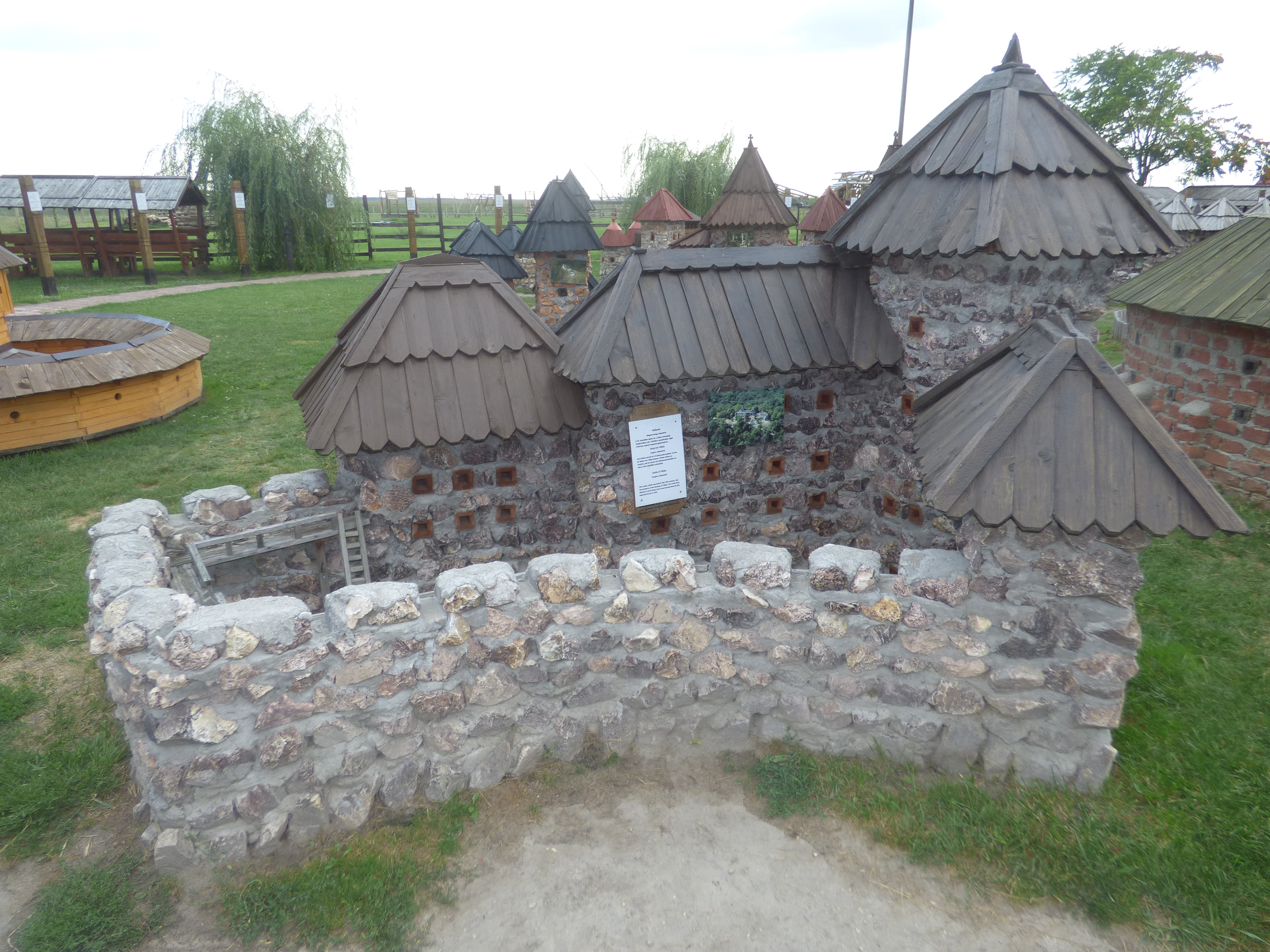
Tátikavár makettje a dinnyési Várparkban
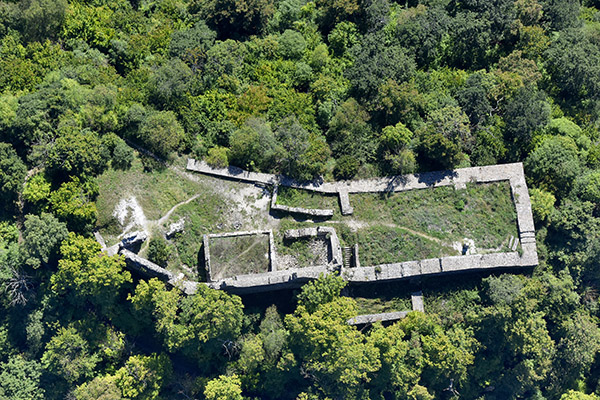
Tátika-vár - légi fotó
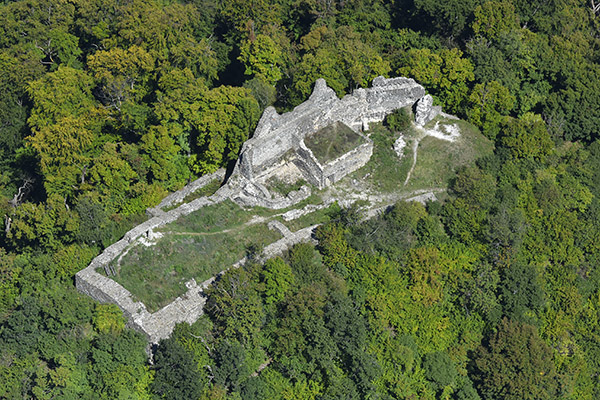
Tátika-vár légi felvételen
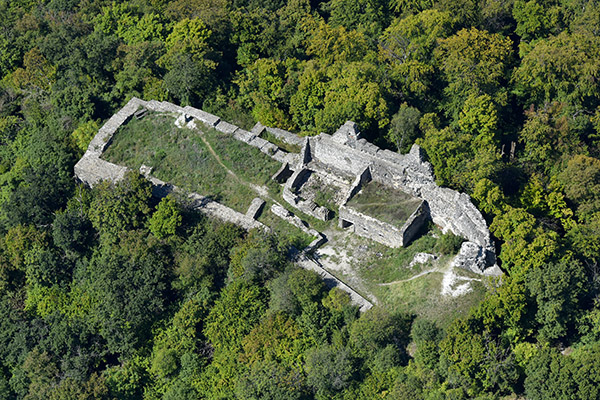
Tátika-vár a levegőből